# Frea cincta
Frea cincta är en skalbaggsart som beskrevs av Jordan 1903. Frea cincta ingår i släktet Frea och familjen långhorningar.
Artens utbredningsområde är Gabon. Inga underarter finns listade i Catalogue of Life.